# Чугунка (приток Миусса)
Чугунка — река в России, протекает по оврагу Чугуновскому в Саратовской области. Устье реки находится в 38 км по левому берегу реки Миусс. Длина реки составляет 16 км. Площадь водосборного бассейна — 143 км².

## Данные водного реестра
По данным государственного водного реестра России относится к Нижневолжскому бассейновому округу, водохозяйственный участок реки — Большой Иргиз от Сулакского гидроузла и до устья. Речной бассейн реки — Волга от верхнего Куйбышевского водохранилища до впадения в Каспий.
Код объекта в государственном водном реестре — 11010001712112100010129.